# 圣米良德埃科拉
圣米良德埃科拉，是西班牙拉里奥哈自治区的一个市镇。总面积11平方公里，总人口51人（2001年），人口密度5人/平方公里。